# Sena (gmina Kučevo)
Sena (cyr. Сена) – wieś w Serbii, w okręgu braniczewskim, w gminie Kučevo. W 2011 roku liczyła 175 mieszkańców.